# 第3次近衛内閣
第3次近衛内閣（だいさんじ このえないかく）は、貴族院議員、大政翼賛会総裁の近衛文麿が第39代内閣総理大臣に任命され、1941年（昭和16年）7月18日から1941年（昭和16年）10月18日まで続いた日本の内閣。

## 閣僚の顔ぶれ・人事

### 国務大臣
1941年（昭和16年）7月18日任命。在職日数93日（第1次、2次、3次通算1,035日）。 
| 職名 | 代 | 氏名       | 氏名 | 出身等                                                   | 特命事項等               | 備考                             |
| --- | -- | ---------- | ---- | -------------------------------------------------------- | ------------------------ | -------------------------------- |
| 内閣総理大臣 | 39 | 近衛文麿   |      | 貴族院 無所属 （火曜会） 公爵                            | 司法大臣、興亜院総裁兼任 | 再任 大政翼賛会総裁              |
| 外務大臣 | 57 | 豊田貞次郎 |      | 予備役海軍大将 （海大甲種17期）                          | 拓務大臣兼任             | 転任                             |
| 内務大臣 | 56 | 田辺治通   |      | 貴族院 無所属 （無所属倶楽部）                           |                          |                                  |
| 大蔵大臣 | 43 | 小倉正恒   |      | 貴族院 無所属 （研究会）                                 |                          | 転任                             |
| 陸軍大臣 | 29 | 東條英機   |      | 陸軍中将 （陸大27期）                                    | 対満事務局総裁兼任       | 留任                             |
| 海軍大臣 | 21 | 及川古志郎 |      | 海軍大将 （海大甲種13期）                                |                          | 留任                             |
| 司法大臣 | 43 | 近衛文麿   |      | 貴族院 無所属 （火曜会） 公爵                            | 内閣総理大臣兼任         | 1941年7月25日免兼 大政翼賛会総裁 |
| 司法大臣 | 44 | 岩村通世   |      | 司法省                                                   |                          | 初入閣 1941年7月25日任           |
| 文部大臣 | 52 | 橋田邦彦   |      | 民間                                                     |                          | 留任                             |
| 農林大臣 | 19 | 井野碩哉   |      | 農林省                                                   |                          | 留任                             |
| 商工大臣 | 22 | 左近司政三 |      | 貴族院 無所属 （同和会） 予備役海軍中将 （海大甲種10期） |                          | 初入閣                           |
| 逓信大臣 | 47 | 村田省蔵   |      | 貴族院 無所属 （同和会）                                 | 鉄道大臣兼任             | 留任                             |
| 鉄道大臣 | 22 | 村田省蔵   |      | 貴族院 無所属 （同和会）                                 | 逓信大臣兼任             |                                  |
| 拓務大臣 | 20 | 豊田貞次郎 |      | 予備役海軍大将 （海大甲種17期）                          | 外務大臣兼任             | 転任                             |
| 厚生大臣 | 8  | 小泉親彦   |      | 予備役陸軍軍医中将                                       |                          | 初入閣                           |
| 国務大臣 | -  | 鈴木貞一   |      | 予備役陸軍中将 （陸大29期）                              | 企画院総裁兼任           | 留任                             |
| 国務大臣 | -  | 平沼騏一郎 |      | 民間 男爵                                                |                          | 転任                             |
| 国務大臣 | -  | 柳川平助   |      | 予備役陸軍中将 （陸大24期）                              |                          | 転任                             |
| 1. 辞令のある留任は個別の代として記載し、辞令のない留任は記載しない。 2. 臨時代理は、大臣空位の場合のみ記載し、海外出張時等の一時不在代理は記載しない。 3. 代数は、臨時兼任・臨時代理を数えず、兼任・兼務は数える。 |    |            |      |                                                          |                          |                                  |

### 内閣書記官長・法制局長官
1941年（昭和16年）7月18日留任。 
| 職名 | 代 | 氏名     | 氏名 | 出身等 | 特命事項等 | 備考 |
| --- | -- | -------- | ---- | ------ | ---------- | ---- |
| 内閣書記官長 | 44 | 富田健治 |      | 内務省 |            | 留任 |
| 法制局長官 | 41 | 村瀬直養 |      | 商工省 |            | 留任 |
| 1. 辞令のある留任は個別の代として記載し、辞令のない留任は記載しない。 2. 臨時代理は、大臣空位の場合のみ記載し、海外出張時等の一時不在代理は記載しない。 3. 代数は、臨時兼任・臨時代理を数えず、兼任・兼務は数える。 |    |          |      |        |            |      |

### 政務次官
任命なし。

### 参与官
任命なし。

## 勢力早見表
※ 内閣発足当初（前内閣の事務引継は除く）。
| 出身         | 国務大臣 | その他                   |
| ------------ | -------- | ------------------------ |
| 研究会       | 1        |                          |
| 火曜会       | 1        | 国務大臣のべ2            |
| 同和会       | 2        | 国務大臣のべ3            |
| 無所属倶楽部 | 1        |                          |
| 軍部         | 6        |                          |
| 官僚         | 2        | 法制局長官、内閣書記官長 |
| 民間         | 2        |                          |
|              | 15       | 国務大臣のべ17           |

## 内閣の動き
前政権の第2次近衛内閣では、日華事変の出口戦略と、第二次世界大戦の最中にあった欧米列強（自由主義の英米、一国社会主義の独伊、共産主義のソ連の3陣営）との外交方針が最大課題であった。近衛首相は元来親独路線を標榜していたことから、松岡洋右外相は、まず独伊に接近して日独伊三国同盟を締結、次いで独ソ不可侵条約を足掛かりにソ連と交渉して日ソ中立条約を結び、日独伊ソの四国同盟により英米と勢力均衡を産み出し、日華事変を解決させる糸口とする構想を立てる。しかしこの構想は、1941年6月22日、ドイツが突如としてバルバロッサ作戦を発動、独ソ戦が開戦するに及び破綻。次なる外交策として、松岡外相は対ソ開戦を主張するが容れられることはなく、独ソ戦不介入の上で南部仏印進駐の方針が決定。松岡外相を罷免するための内閣改造として7月18日に総辞職を行い、第3次政権が成立する。
主な政策
- 南部仏印進駐…7月21日、日仏印共同防衛協定が成立し、28日、進駐開始。進駐自体は速やかに完了する。これは英米の強い反発を招き、米国はは7月26日に米国内の日本資産を凍結し、8月1日には石油類の対日輸出を禁止、日米間の緊張は激化した。
- 対米外交…南部仏印進駐に対する米国の強硬な態度を受けて、陸海軍では対米主戦論が台頭。外交方針を明記した帝国国策遂行要領が起草され、「10月下旬をめどに戦争準備を行うこと」「10月上旬になっても日本の要求が通り目途がない場合は、直ちに回線を決意すること」が明記された。同文書は9月6日、御前会議にかけられる。会議では、開戦が既定路線であるかのごとき文面に対して、原嘉道枢密院議長らの異論が出る中、通常は発言を行わない昭和天皇が、明治天皇の御製を示す形で和平への希望を示し、永野修身海軍軍令部長は、あくまで外交を主として事に当たることを約束する。

以降、対米交渉について及川古志郎海相は「アメリカの要求を丸飲みする覚悟で交渉すべし」と近衛を激励するが、一方では対米戦争の勝算が立たないことを海軍の名において公言することを回避し、近衛に下駄を預けた格好となった。東條英機陸相は、アメリカの要求する仏印・中国からの撤兵受け入れを全く考慮しないわけではなかったが、陸軍部内の強硬論を代表する立場の東條は近衛と対立する。
交渉に先んじて陸軍に譲歩を承認させることを困難視した近衛は、アメリカのフランクリン・ルーズベルト大統領との日米首脳会談を企図する。会談で日米間の合意を先に形成し、その会談の場から直接天皇の裁可を求め、陸海軍の頭越しに解決しようという算段であった。しかしアメリカ側は会談自体には同意したものの、会談はあくまで最終段階と位置付け、先に事務方の交渉で実質上の合意形成をするべきであると10月2日に通告したため、近衛の目論見は外れる。
これにより国策遂行要領が開戦決意の条件とする「10月上旬において交渉の目途が立たない」状況となった。それでも外務省が新たな対米譲歩案を作成し、それを元に10月12日に近衛と豊田外相が東條陸相を説得するが、結局不調に終わる。10月14日の閣議において東條はその件を暴露した上で「感情的になるから以後首相とは会わない」と宣言する。同日、ゾルゲ事件の捜査が進展し、近衛の側近である尾崎秀実が逮捕され、ゾルゲ事件に近衛自身までもが関与しているのではないかとの観測すら窺われるに至って近衛の退陣は不可避とされ、16日、内閣総辞職する。
後継には、近衛首相や東条陸相は東久邇宮稔彦王を想定するが、天皇は、この難局で皇族が政治を直接担うことに難色を示し、結局東条陸相が後継に就任した。なお国策遂行要領については、東條に対する大命降下の際に、昭和天皇から「白紙還元の御諚」が言い渡され、一旦白紙から再検討することとなったため、開戦決意の期限もとりあえずは消滅した形となった。